# Charlie Thomson
Charlie 'Chic' Thomson (Perth, 1930. március 2. – Nottingham, 2009. január 6.) skót labdarúgó, kapus, a Clyde, a Chelsea és a Nottingham Forest játékosa.
Thomson pályafutását 1949-ben a skót Clyde csapatánál kezdte, első mérkőzéseinek egyikét a skót kupában játszotta a Rangers ellen a Hampden Parkban, a mérkőzést elveszítették 4–1-re. Egészen 1952 októberéig a csapatnál maradt, majd Angliába igazolt a Chelsea-hez. Ő volt az új edző, Ted Drake első igazolásainak egyike. Thomson tagja volt az 1954–55-ben bajnoki címet nyert csapatnak; a végső 16 mérkőzésen játszott, többek közt a bajnoki cím sorsát eldöntő találkozón a Chelsea riválisa, a Wolverhampton Wanderers ellen, amin egy döntő fontosságú védést mutatott be az utolsó percekben, így a Chelsea 1–0-ra nyert.
Utolsó évében azért küzdött, hogy megtartsa pozícióját a csapatnál, mint első számú kapus, azonban így is Bill Robertson lépett a helyére, Thomson pedig a Nottingham Forest-hez igazolt 1957-ben. A Chelsea-ben 59 mérkőzésen lépett pályára. Két évvel később FA-kupát nyert a Foresttel, a döntőben segített a csapat 2–1-es vezetését megőriznie a Luton Town ellen az utolsó percekben a Wembley Stadionban. 1961-ig maradt a klubnál, ahol 136 mérkőzésen védett. Ezután az alacsonyabb osztályú Valley Sports-hoz csatlakozott, ahol végül befejezte pályafutását.
Thomson 2009. január 6-án hunyt el az angliai Nottingham-ben.

## Külső hivatkozások
- Charlie Thomson gyászjelentése ChelseaFC.com